# サンレジャン
サンレジャン株式会社（英: Sun Regent Co., Ltd. ）は、愛知県蒲郡市に本社を置くカーテン大型専門店チェーンである。

## 沿革
- 1989年（平成元年）4月1日 - 設立。
- 2006年（平成18年）4月29日 - モレラ岐阜に出店。岐阜県への初出店。

## 店舗

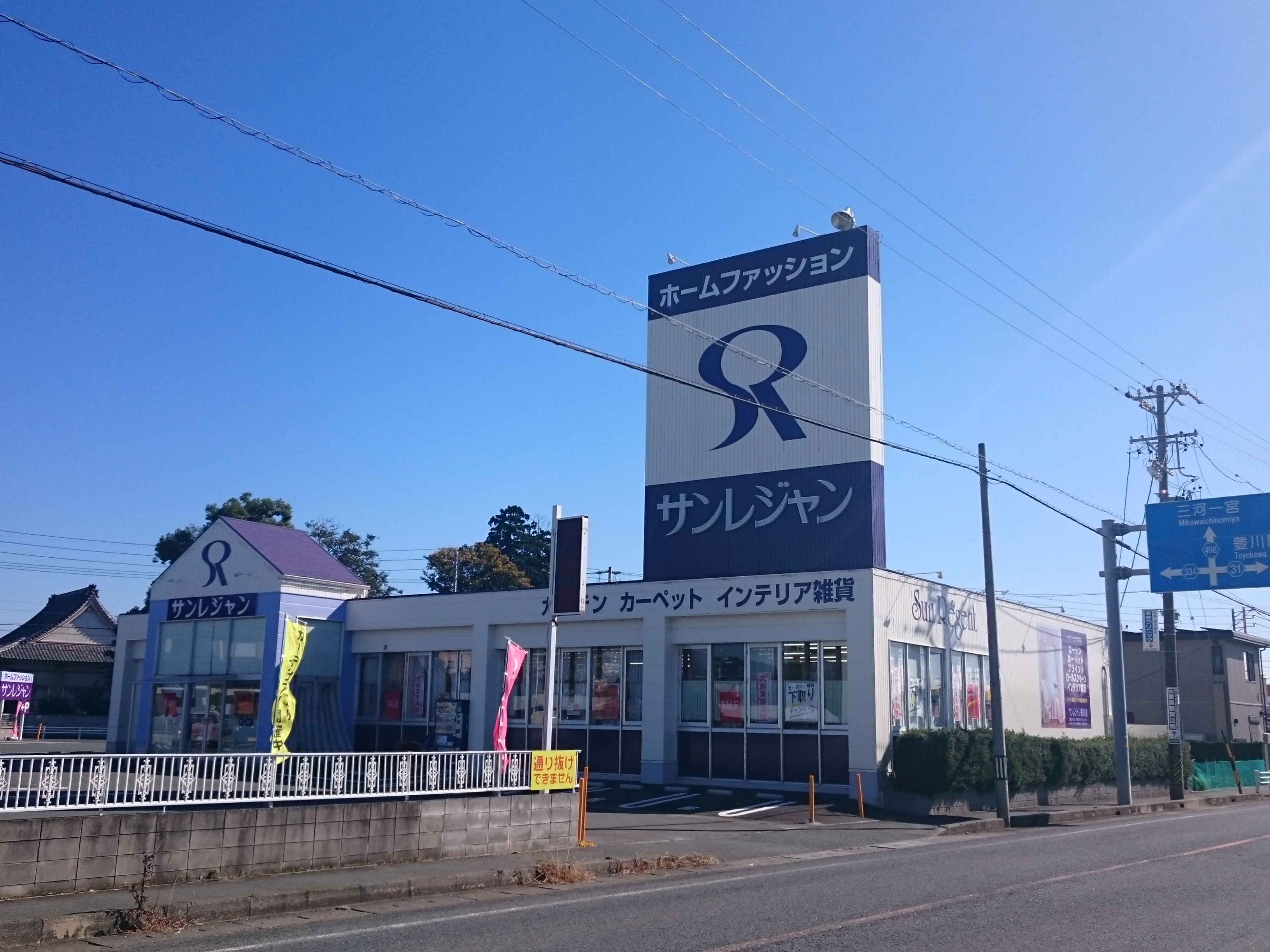
豊川店（豊川市）

- 店舗を探すを参照

## TVCM
提供番組のみにてTVCMを放送している。すべて中京ローカルの放送である。
初代CM放送開始～2003年（平成15年）ごろ？
子どもがオリジナルソングとともにカーテンで遊ぶ。
2代目CM（2003年（平成15年）ごろ？～2006年（平成18年）末？）
女子ダンサー4人組がオリジナルソングとともに踊る。
3代目CM（2006年（平成18年）末？～現在）
バイオリン奏者3人がオリジナルソングを弾く。

## 提供番組
過去の提供番組
- 笑っていいとも!（東海テレビ：ローカルCM）
  - 金曜：12:00～12:30。
  - サンジルシなどとの複数スポンサー。
- ザ・ワイド（中京テレビ：ローカルCM）
  - 水曜：15:30～15:50。
  - 2007年（平成19年）8月終了。

## 関連会社
- サンローズ株式会社
- サンリドー株式会社
- 上海聖諸茲市藝制品有限公司